# Code 39

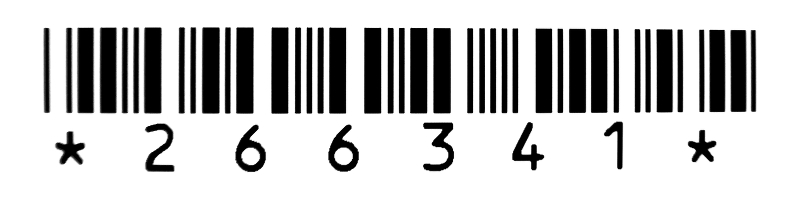
Code-39 barcode

Code-39 is een eenvoudige streepjescode die ingezet wordt voor de meest uiteenlopende zaken. Code 39 staat voor 3 uit 9; van de negen posities zijn er 3 breed en 6 smal. Code-39 is in principe een alfanumerieke code waarin hoofdletters, cijfers en een aantal leestekens gecodeerd kunnen worden. Code-39 barcodes beginnen en eindigen steeds met een speciale code, die meestal weergegeven wordt als een sterretje (asterisk).

Code 39 Characters